# Eoabelisaurus
Eoabelisaurus je rod abelisauridního teropoda, žijícího v období střední jury na území dnešní Argentiny spolu s dalšími rody relativně velkých teropodů (jako byl Piatnitzkysaurus, Condorraptor nebo Asfaltovenator).

## Objev a popis

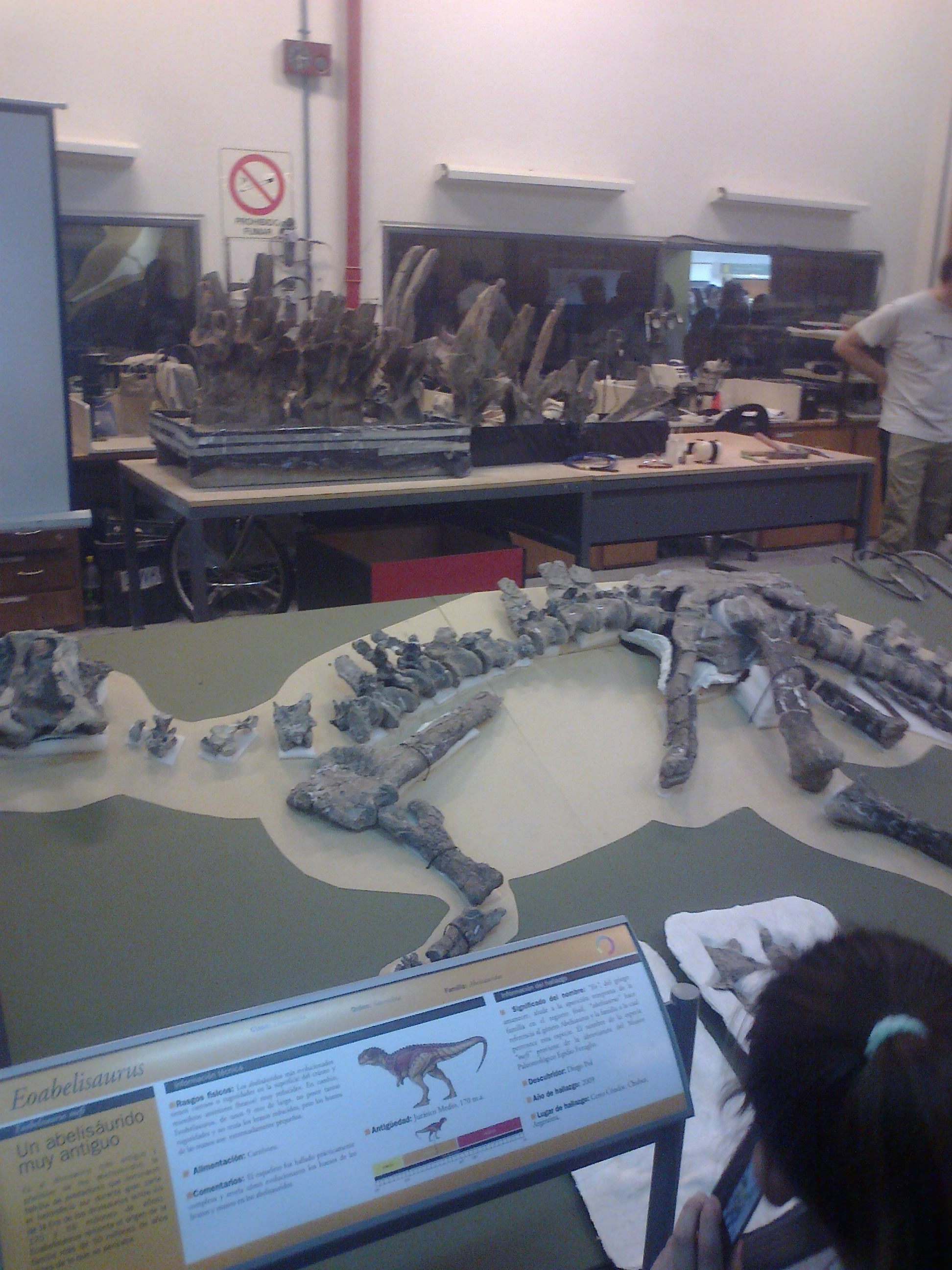
Fosílie Eoabelisauruse v argentinském muzeu.

Tento teropod je znám na základě téměř kompletní zkamenělé kostry včetně částí lebky, objevené již v roce 2009. Formálně byl pak popsán v roce 2012. Šlo zřejmě o mladého dospělého nebo ještě nedospělého jedince. Dinosaurus byl objeven v patagonském souvrství Cañadón Asfalto a žil asi před 170 miliony let. Byl dlouhý zhruba 6,5 metru a vážil kolem 800 kilogramů. Měl zakrnělé přední končetiny a poměrně mohutnou, vysokou lebku. Název Eoabelisaurus ("raný Abelisaurus") byl stanoven podle faktu, že se jedná o zdaleka nejstaršího známého abelisaurida, možná skutečného předka mnohem pozdějšího abelisaura. Eoabelisaurus prodloužil známou vývojovou posloupnost abelisauridů o několik desítek milionů let.